# Marele Zid Chinezesc (povestire)
Marele Zid Chinezesc (în germană Beim Bau der Chinesischen Mauer) este o povestire scrisă de Franz Kafka în 1917. Ea nu a fost publicată până în 1931, la șapte ani după moartea lui. Max Brod a selectat povestiri și le-a publicat în colecția Beim Bau der Chinesischen Mauer.
Conținutul povesterii este o parabolă care a fost publicată separat cu titlul „Un Mesaj de la Împărat” în anul 1919, în colecția Ein Landarzt („Un doctor de țară”). Unele subteme ale povestirii includ motivul pentru care zidul a fost construit bucată cu bucată (în secțiuni mici, în mai multe locuri diferite), relațiile de la chinezi, cu trecut și prezent și prezența imperceptibilă a împăratului. Povestea este spusă la persoana întâi de către un bărbat mai în vârstă, dintr-o provincie sudică.
Prima traducere în limba engleză a fost realizată de Willa și Edwin Muir și a fost publicat de Martin Secker la Londra, în 1933. Ea a apărut în Marele Zid din China. Povești și Reflecții (New York: Schocken Books, 1946).